# Euphorbia iharanae
Espèce
Statut de conservation UICN

CRB1ab(iii)+2ab(iii) : 
En danger critique
Euphorbia irahanae est une espèce de plantes de la famille des Euphorbiaceae.